# Giovane
Giovane Santana do Nascimento (ur. 24 listopada 2003 w Campinas) – brazylijski piłkarz występujący na pozycji skrzydłowego lub napastnika, od 2021 roku zawodnik Corinthians.